# Дорога Астурика-Бурдигалам

Дорога Астурика-Бурдигалам на карті римських доріг на території Іспанії

Дорога Астурика-Бурдигалам (лат. Ab Asturica Burdigalam,  Via Asturica Burdigalam, ісп. Itinerario Antonino A-34) — римська дорога, яка зв'язувала міста Астурика-Августа (Асторга) в Галлеції та Бурдигалу (тепер Бордо) в Аквітанії.